# Educause
A Educause é uma organização sem fins lucrativos dos Estados Unidos cuja missão é "evoluir o ensino superior através do uso das tecnologia da informação." A adesão à Educause destina-se a instituições do ensino superior, empresas servindo o mercado de tecnologias de informação do ensino superior e outras associações e organizações relacionadas.

## Visão geral
A associação fornece redes e outras plataformas para profissionais de TI do ensino superior para gerar e encontrar conteúdo sobre as melhores práticas e para envolver seus parceiros; oportunidades de desenvolvimento profissional; publicações em papel e eletrónicas, incluindo livros digitais, e a revista Educause Review; apoiar políticas estratégicas; criar iniciativas para a aprendizagem e o ensinamento; investigação aplicada; grupos de discussão de interesse especial; prémios para a liderança; e um centro de recursos para profissionais de TI no ensino superior.
As principais iniciativas da Educause incluem o Serviço de Núcleo de Dados, o Centro Educause para Análises e Investigação (ECAR), a Iniciativa Educause para a Aprendizagem (ELI), o Programa de Políticas Educause, e o Grupo Operacional Educause/Internet2 para a Segurança Informática e de Redes. Para além disso, a Educause gere o domínio .edu sob um contrato com o Departamento de Comércio dos Estados Unidos. Os aspectos técnicos do registro são geridos pela VeriSign.
A Educause contém mais de 2,300 membros, sendo eles: faculdades, universidades e organizações educacionais, incluindo 300 empresas, com 16,500 membros ativos.

## Edupage
A Edupage foi uma publicação da Educause que era publicada eletronicamente três vezes por semana e distribuída gratuitamente. Continha um resumo de notícias sobre tecnologia provenientes dos principais mídia. A primeira publicação, em 1992, teve uma circulação menor que 100 distribuições. Era originalmente redigida por John Gehl e Suzanne Douglas, que saíram em abril de 1999 para se dedicarem à sua empresa, que publica um boletim informativo diário semelhante à Edupage.

## História
A Educause resultou da fusão entre a Cause e a Educom em 1998. A CAUSE (College and University Systems Exchange) resultou de um grupo criado por utilizadores conhecido como Intercâmbio de Sistemas de Faculdades e Universidades, sendo as iniciais do nome em inglês.